# El·lèbor
El·lèbor (Helleborus) és un gènere de plantes amb flor dins la família de les ranunculàcies. Aproximadament el formen unes vint espècies herbàcies o perennes. És un gènere originari de la major part d'Europa i l'oest d'Àsia amb el centre de diversitat als Balcans.
Les flors estan formades per 5 sèpals o tèpals que semblen pètals envoltant uns nectaris en forma de copa. Les fulles són en forma de palma. Hi ha espècies silvestres i altres de conreades en jardineria (acostumen a florir al final de la tardor).

## Espècies i subespècies

### Espècies presents als Països Catalans[3]
- Helleborus lividus
- Helleborus foetidus
- Helleborus viridis

### Espècies caulescents (amb tija visible)
- Helleborus argutifolius –
- Helleborus foetidus – marxívol
- Helleborus lividus
- Helleborus vesicarius

### Espècies acaulescents (sense tija visible)
- Helleborus atrorubens
- Helleborus croaticus
- Helleborus cyclophyllus
- Helleborus dumetorum
- Helleborus abruzzicus
- Helleborus liguricus
- Helleborus bocconei
- Helleborus multifidus

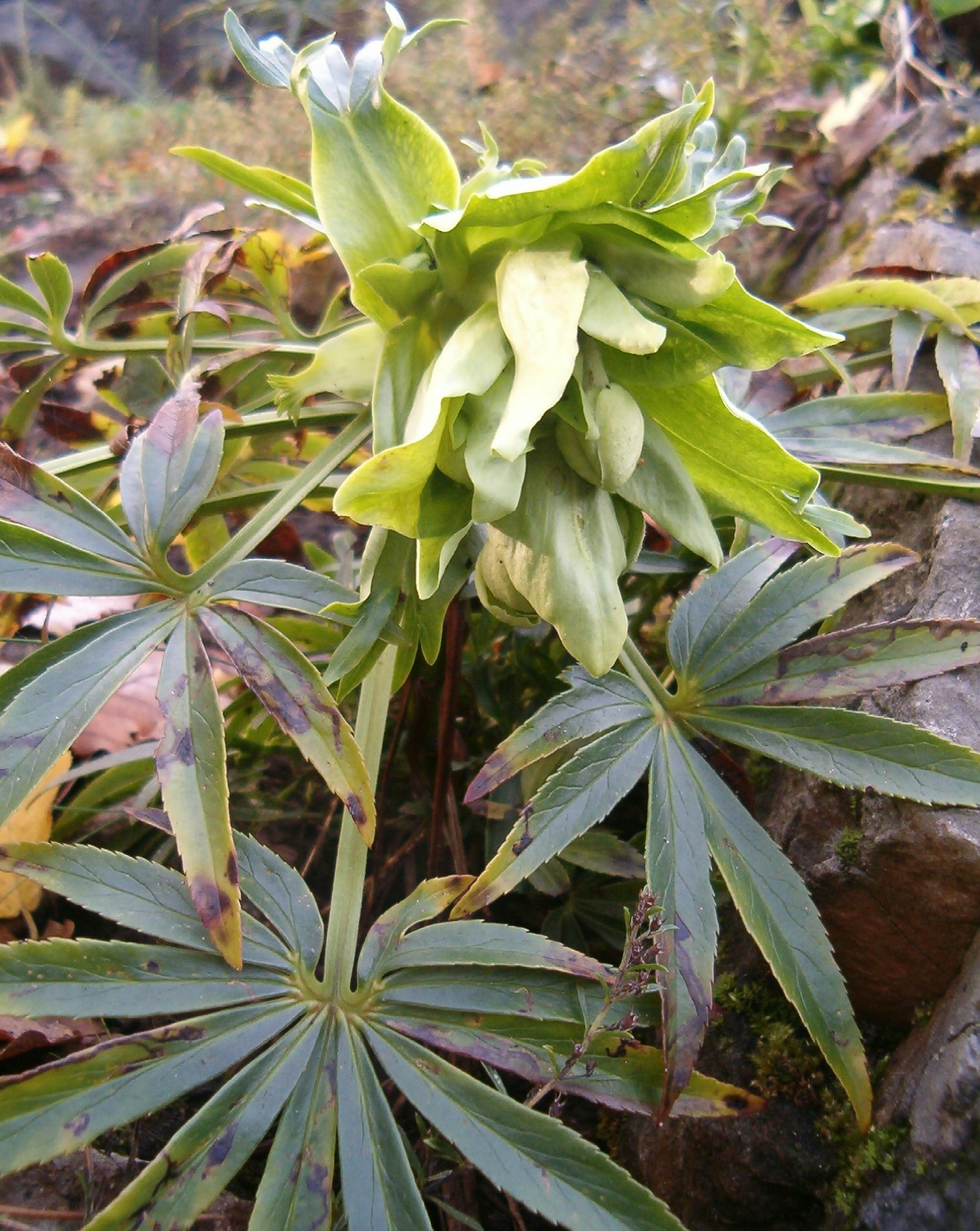
Marxívol (H. foetidus) al jardí botànic de Berlín

  - Helleborus multifidus subsp. hercegovinus
  - Helleborus multifidus subsp. istriacus
  - Helleborus multifidus subsp. multifidus

- Helleborus niger – 
  - Helleborus niger subsp. macranthus (sinònim: H. niger major)
  - Helleborus niger subsp. niger
- Helleborus odorus
  - Helleborus odorus subsp. laxus
  - Helleborus odorus subsp. odorus
- Helleborus orientalis – 
  - Helleborus orientalis subsp. abchasicus (sinònim: H. abchasicus)
  - Helleborus orientalis subsp. guttatus
  - Helleborus orientalis subsp. orientalis (sinònim: H. caucasicus, H. kochii)
- Helleborus purpurascens
- Helleborus thibetanus (sinònim: H. chinensis)
- Helleborus torquatus
- Helleborus viridis
- Helleborus occidentalis (abans H. viridis subsp. occidentalis)